# USS Downes (DD-375)
La USS Downes (pennant number DD-375) era un cacciatorpediniere della United States Navy, appartenente alla classe Mahan. Entrata in servizio nel gennaio del 1937, la nave subì gravi danni nel corso dell'attacco di Pearl Harbor del 7 dicembre 1941, tanto che fu necessario ricostruirla quasi completamente; ritornata in servizio nel novembre del 1943, prese parte alle fasi finali della guerra del Pacifico, venendo infine radiata il 17 dicembre 1945 e venduta per la demolizione poco dopo.

## Storia

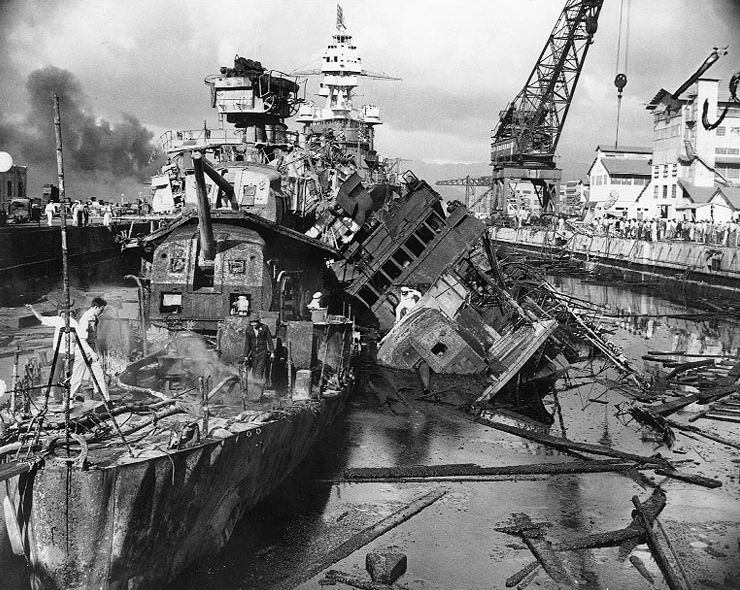
La Downes (a sinistra) con la gemella appoggiata addosso dopo gli attacchi aerei giapponesi a Pearl Harbor

Impostata nei cantieri Norfolk Naval Shipyard di Portsmouth, Stati Uniti, la nave venne varata il 22 aprile 1936 e intitolata in onore di John Downes (1784–1854) ufficiale della marina americana; l'unità entrò poi in servizio il 15 gennaio 1937 sotto il comando del comandante C. H. Roper. Trasferita a San Diego il 24 novembre seguente, fece qui base durante un periodo di esercitazioni lungo la costa della California, nei Caraibi e nelle isole Hawaii, finché nell'aprile del 1940 non fu inviata a Pearl Harbor; tra il marzo e l'aprile del 1941 la nave compì una lunga crociera nell'oceano Pacifico, toccando le Samoa, le Figi e l'Australia.
Il 7 dicembre 1941 la Downes si trovava nel bacino di carenaggio n. 1 di Pearl Harbor, insieme alla gemella USS Cassin ed alla corazzata USS Pennsylvania. Le tre unità furono attaccate intorno alle 9.05 dalla seconda ondata di bombardieri giapponesi: una bomba incendiaria esplose in mezzo ai due cacciatorpediniere, provocando vasti incendi e la detonazione dei rispettivi depositi delle munizioni; la Cassin sfuggì ai sostegni e si adagiò contro il fianco della Downes, obbligando gli equipaggi ad abbandonare entrambe le unità. Le operazioni di salvataggio della Downes iniziarono nel febbraio del 1942: lo scafo fu riportato a galla per poi essere demolito, mentre le macchine e gran parte delle attrezzature di bordo furono recuperate ed installate su un nuovo scafo costruito nei cantieri Mare Island Navy Yard; la nave fu ufficialmente cancellata dai registri navali americani il 20 giugno 1942.
Completata la ricostruzione, l'unità tornò ufficialmente in servizio il 15 novembre 1943, salpando l'8 marzo seguente da San Francisco per scortare un convoglio navale diretto a Pearl Harbor e Majuro, dove arrivò il 26 marzo; a partire dal 5 aprile fu assegnata alle operazioni di blocco della guarnigione giapponese di Wotje, venendo poi distaccata, dopo una breve sosta a Pearl Harbor per rifornirsi, a Eniwetok dal 6 maggio per svolgere operazioni di pattugliamento e controllo delle acque dell'isola. In luglio la Downes partecipò alla scorta di convogli americani tra Eniwetok e Saipan nel corso della campagna delle isole Marianne e Palau, partecipando anche alle operazioni davanti Tinian e Aguijan; il 9 ottobre il cacciatorpediniere bombardò installazioni giapponesi sull'isola Marcus, come diversivo per un'incursione di portaerei americane alle isole Nansei.
Il 14 ottobre la Downes salpò da Saipan per unirsi alla Task Force 38.1 dell'ammiraglio William Halsey, impegnata davanti alle Filippine; dopo aver appoggiato gli sbarchi americani a Leyte il 20 ottobre, il cacciatorpediniere si diresse alla volta di Ulithi, ma fu rapidamente richiamato indietro per proteggere le portaerei della Task Force dagli attacchi aerei giapponesi, nell'ambito della più vasta battaglia del Golfo di Leyte. L'unità fu infine distaccata dalla Task Force il 27 ottobre, rientrando ad Ulithi e poi Pearl Harbor per riparazioni e rifornimento; ritornata ad Ulithi scortando un convoglio il 29 marzo 1945, la nave fu inviata a Guam operando poi tra il 5 aprile ed il 5 giugno nella zona delle isole Marianne, compiendo missioni di pattugliamento, soccorso aereo, scorta di convogli ed altri compiti di routine. Dal 9 aprile operò al largo di Iwo Jima, fino alla conclusione delle ostilità nel Pacifico; il 19 settembre la nave salpò alla volta degli Stati Uniti carica di soldati che rientravano in patria: fece scalo a San Pedro e Beaumont, arrivando a Norfolk il 5 novembre. La Downes fu radiata dal servizio attivo il 17 dicembre 1945, venendo poi venduta per la demolizione il 18 novembre 1947.